# Північний фронт (Громадянська війна в Росії)

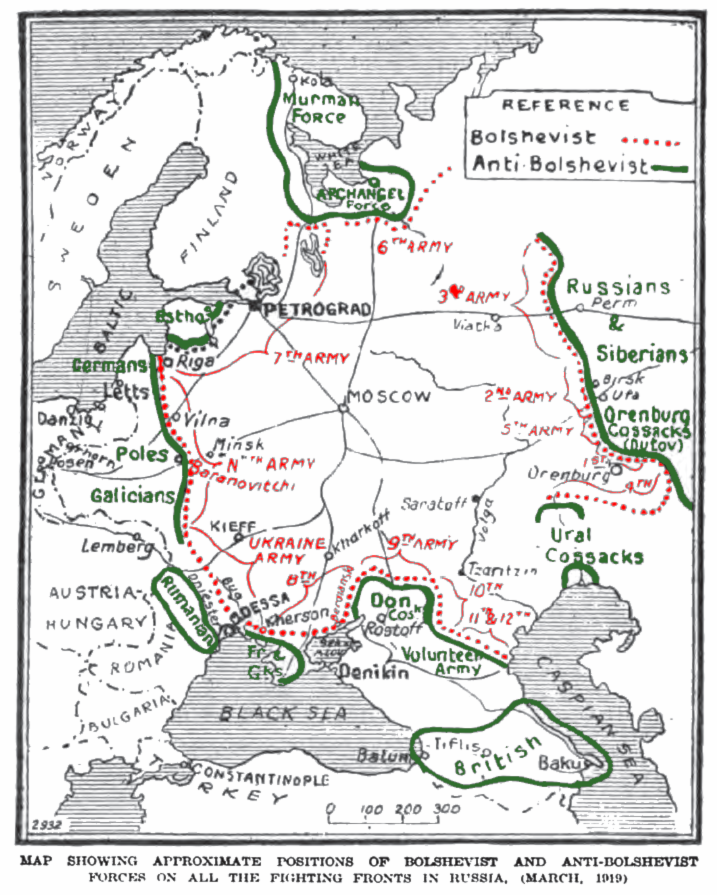
Території під контролем «білої» і «червоної» армій в березні 1919. Місця дислокації британських військ у 1918—1919

Півні́чний фронт (Громадянська війна в Росії) — оперативно-стратегічне об'єднання (фронт) Червоної армії на півночі Радянської Росії в ході Громадянської війни.

## Історія створення
Створений 15 вересня 1918 на підставі наказу РВСР від 11 вересня 1918 для боротьби з військами інтервентів і білогвардійців на північному Заході, Півночі і північному Сході Радянської Республіки. Північний фронт об'єднав всі війська від Пскова та В'ятки; кордон зі Східним фронтом проходіла по лінії Балахна, Яренськ, Глазов, Чердинь.
Штаб фронту базувався в Ярославлі.

## Військові операції
- Шенкурська операція (січень 1919)

## Командувачі
- Д. П. Парський (15 вересня — 26 листопада 1918 р.)
- Д. М. Надьожний (26 листопада 1918 — 19 лютого 1919 р.)

## Склад військ фронту
- 6-та армія (1 жовтня 1918 р. — 19 лютого 1919 р.)
- 7-ма армія (1 листопада 1918 р. — 19 лютого 1919 р.)
- Армія Радянської Латвії (7—19 лютого. 1919 р., в оперативному підпорядкуванні)
- Залога Кронштадтської фортеці (8 грудень 1918 р. — 19 лютого 1919 р.)
- Ладозька військова флотилія
- Онезька військова флотилія
- Північно-Двінська військова флотилія